# 1258
سنة 1258 كانت سنة بسيطة تبدأ يوم الثلاثاء (الرابط يظهر نموذج التقويم الكامل للسنة) من التقويم اليولياني.

## أحداث
- سقوط الخلافة العباسية بسقوط بغداد على يد المغول بقيادة هولاكو.
- بداية عهد سلالة المرينيون بالمغرب

## مواليد
- أرغون خان.
- عثمان بن أرطغرل.
- سانتشو الرابع ملك قشتالة.

## وفيات
- ابن أبي الحديد.
- المستعصم بالله.
- مؤيد الدين بن العلقمي.
- أبو الحسن الشاذلي.
- أبو يحيى بن عبد الحق.
- أحمد بن الحسين.
- ابن عميرة المخزومي.
- البهاء زهير.
- زكي الدين المنذري.
- عبد الله المستعصم بالله.
- محمود بن أحمد الزنجاني